# Takoví jsme byli
Takoví jsme byli, anglicky The Way We Were, je americké romanticko-psychologické filmové drama z roku 1973 společnosti Columbia Pictures režiséra Sydneyho Pollacka s Robertem Redforem a Barbrou Streisandovou v hlavní roli. Jde o komorně laděný retro-příběh dvou typově naprosto rozdílných lidí, které vzájemná láska na nějaký čas spojila. Film získal dva Oscary za filmovou hudbu a nejlepší píseň (zpěv Barbra Streisandová), kromě toho byl nominován i na další 4 ceny Americké akademie filmových umění a věd v kategorii výprava, kamera, kostýmy a nejlepší herečka v hlavní roli.

## Děj
Děj začíná někdy v druhé polovině 30. let 20. století. Katie Morosky (Barbra Streisandová) je aktivní idealisticky založená mladá židovská dívka, která během svých univerzitních studií pracuje jako levicová politická aktivistka, bojuje například proti španělským fašistům a německým nacistům v právě probíhající Španělské občanské válce. Zde na univerzitě se poprvé setkává na hodinách literatury v atraktivním mladým mužem Hubbellem Gardnerem (Robert Redford), který právě zahajuje svoji dráhu spisovatele a scenáristy. Oba mladí lidé jsou si vzájemně sympatičtí a začnou se mírně kamarádit, nicméně k vážnému vztahu mezi nimi dojde až mnohem později v průběhu 2. světové války, v době, kdy Hubbell slouží v Americkém námořnictvu a Katie pracuje v rozhlasu i jako telefonní spojovatelka. Ještě v průběhu války ale dojde mezi nimi - z důvodů velké rozdílnosti jejich povah (mimo jiné, protože Katie je rozesmutněná z úmrtí amerického prezidenta Franklina Delano Roosevelta na jaře roku 1945) - k první vážné roztržce, která vypadá na rozchod, který se ale nakonec neuskuteční a oba dva hlavní hrdinové zůstanou spolu. Po válce se Hubbell stane úspěšným hollywoodským scenáristou. Avšak na počátku 50. let nastává v jejich vztahu další krizová situace kdy 12 známých hollywoodských filmařů je obviněno z levicového smýšlení a je zapsáno na tzv. černou listinu (někteří z nich jsou i obviněni a později odsouzeni do vězení). Katie přichází do jiného stavu, ale těsně před porodem se jejich vztah rozpadne definitivně.

## Hrají
- Barbra Streisand ..... Katie Morosky (také zpěv ústřední písně)
- Robert Redford ..... Hubbell Gardiner
- Patrick O'Neal ..... George Bissinger
- Sally Kirkland ..... Pony Dunbar
- James Woods ..... Frankie McVeigh
- Susan Blakely ..... Judianne
- Bradford Dillman ..... J.J.
- Lois Chiles ..... Carol Ann
- Viveca Lindfors ..... Paula Reisner
- Allyn Ann McLerie ..... Rhea Edwards
- Murray Hamilton ..... Brooks Carpenter
- Herb Edelman ..... Bill Verso